# RSS
O RSS (abreviação de Rich Site Summary ou Really Simple Syndication) é um formato de texto para distribuição de informações em tempo real pela internet; é uma forma simplificada e resumida de apresentar o conteúdo do site usando linguagem XML, no qual um subconjunto de "dialetos" XML que servem para agregar conteúdo podem ser acessados mediante programas ou sites agregadores. É usado principalmente em sites de notícias e blogues.
A abreviatura do RSS é usada para se referir aos seguintes padrões:
- Rich Site Summary (RSS 0.91)
- RDF Site Summary ( RSS 0.9 e 1.0)
- Really Simple Syndication (RSS 2.0)

A tecnologia do RSS permite aos usuários da internet se inscreverem em sites que fornecem "feeds" RSS. Estes são tipicamente sites que mudam ou atualizam o seu conteúdo regularmente. Para isso, são utilizados Feeds RSS que recebem estas atualizações, desta maneira o utilizador pode permanecer informado de diversas atualizações em diversos sites sem precisar visitá-los um a um.
Os feeds RSS oferecem conteúdo Web ou resumos de conteúdo juntamente com os links para as versões completas deste conteúdo e outros metadados. Esta informação é entregue como um arquivo XML chamado "RSS feed", "webfeed", "Atom" ou ainda canal RSS.
A princípio e até hoje em alguns sites o ícone adotado para o formato RSS é  juntamente do indicativo de XML . Mas o ícone mais famoso  que representa o RSS foi adotado numa parceria entre a Mozilla Foundation (criadora do Firefox, que já usava o ícone) com a Microsoft para o seu aposentado navegador, o Internet Explorer 7. Posteriormente o Flock, navegador baseado no Firefox ainda em desenvolvimento, também adotou o ícone. Ajudando a promover o RSS para os utilizadores o site Feed Icons distribui gratuitamente o ícone em diversos formatos para inserção em websites.

## Uso
O RSS é amplamente utilizado pela comunidade dos blogues para compartilhar as suas últimas novidades ou textos completos e até mesmo arquivos multimédia. No ano 2000, o uso do RSS difundiu-se para as maiores empresas de notícias como a AFP, Reuters, CNN, e a BBC. Estas empresas permitiam que outros websites incorporassem suas notícias e resumos através de vários acordos de uso. O RSS é usado agora para muitos propósitos, incluindo marketing, bug-reports, e qualquer outra atividade que envolva atualização ou publicação constante de conteúdos. Hoje em dia é comum encontrar feeds RSS nos maiores web sites e também em alguns pequenos.
Um tipo de programa conhecido como "feed reader" ou agregador pode verificar páginas habilitadas para RSS para os seus utilizadores e informar actualizações. Estas aplicações são tipicamente construídas como programas independentes ou como extensões de navegadores ou programas de correio electrónico. Estes programas estão disponíveis para vários sistemas operacionais, inclusive existindo versões para web destes programas.
Os leitores RSS para web não requerem nenhum software e trazem os feeds dos utilizadores para qualquer computador com acesso web disponível. Alguns agregadores combinam feeds RSS entre outros feeds. Por exemplo: agregando diversos itens relativos a futebol de diversos feeds de desportos e criando então um novo feed de futebol.
Nas páginas web os feeds RSS são tipicamente indicados por um rectângulo laranja, com as letras XML ou RSS.
Escrita MIME: application/rss+xml

## Como funciona

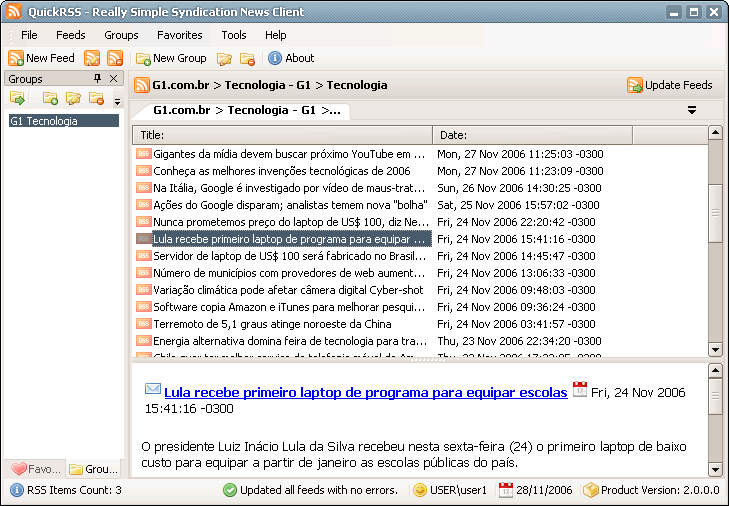
QuickRSS lendo feed do portal G1

No arquivo RSS são incluídas informações como título, página (endereço exacto de onde há algo novo), descrição da alteração, data, autor, etc, de todas as últimas actualizações do site ao qual ele está agregado.
De poucos em poucos minutos o arquivo RSS é actualizado mostrando as alterações recentes.
O RSS é um formato padronizado mundialmente, que funciona sob a linguagem XML (Extensible Markup Language), e é usado para compartilhar conteúdo Web. Ele permite, por exemplo, que o administrador de um site de notícias crie um arquivo XML com as últimas manchetes publicadas, a fim de compartilhá-las mais rapidamente com seus leitores. Este arquivo poderá ser lido através de qualquer ferramenta que seja capaz de entender o formato XML do RSS.
RDF Site Summary, a primeira versão do RSS foi criada por Dan Libby da Netscape em março de 1999 para uso no portal "My Netscape". Esta versão ficou conhecida como RSS 0.9. Em julho de 1999, em resposta a comentários e sugestões, Libby produziu um protótipo chamado RSS 0.91 (com RSS significando Rich Site Summary), simplificando também o formato.
O RSS (Really Simple Syndication) é um descendente do RDF (Resource Description Framework) e segue as definições da W3C para o RDF, que é descendente do XML

## Funcionamento e atualização
De uma maneira geral, permite o recebimento rápido de notícias ou informações, sincronizadas com os respectivos fornecedores de conteúdo, de maneira rápida, uma vez que o formato dos dados se restringe a texto simples.
Serve para receber uma lista de atualizações dos sites escolhidos, no momento em que elas ocorram. Muito usado em sites de notícias, sites de previsão do tempo, informações sobre o trânsito, informações económicas e blogues. O Gmail (Serviço de Email do Google) também utiliza RSS no seu mecanismo. Fontes RSS podem ser achadas em directórios como www.rssfeeds.com.br

## Leitores de RSS
Para fazer o uso de RSS, existem dois esquemas de informática:
- O primeiro seria fazer o uso de um programa cliente também denominado de agregador. Nele são incluídos os RSS que o utilizador deseja acompanhar
- O segundo meio é fazer um registo em sites específicos e neles incluir os RSS que deseja acompanhar. São agregadores via navegador ou browser. Agregam RSS remotamente.

A maioria dos navegadores já apresentam a possibilidade de agregar RSS no próprio software.  Geralmente não apresentam tantas funcionalidades disponíveis como os outros agregadores.

## Agregadores
Alguns softwares agregadores de conteúdo:
- Google Reader (encerrado em julho de 2013)
- Akregator
- Blam Feed Reader
- Liferea
- Twitter

### Agregadores via browser
Alguns navegadores de Internet também conseguem interpretar devidamente os arquivos XML.
- Chrome
- Firefox
- Mozilla
- Opera. Versões 15 ou superiores, inclui a ferramenta 'Descobrir'.
- Safari
- Internet Explorer 8
- Maxthon

## Agregadores via sites
A vantagem dos serviços remotos é que de qualquer computador com acesso a internet, o utilizador terá acesso a todos os feeds cadastrados, sem precisar instalar um software em cada computador que você utiliza, e em todos deles cadastrar cada feed que deseja acompanhar.